# Vonoklasy
Vonoklasy je obec nacházející se v okrese Praha-západ ve Středočeském kraji. Žije zde 572 obyvatel.
Vonoklasy se nacházejí v chráněné krajinné oblasti Český kras, jihozápadně od Prahy, směrem ke Karlštejnu, prochází jimi několik turistických tras. Přestože je obec na dohled Berounce (přibližně dva kilometry vzdušnou čarou směrem na sever), dělí je více než sto dvacet metrů nadmořské výšky.

## Historie
Vonoklasy (v některé historické literatuře též Uněklasy) leží v místě, které Češi obývali již  v předpřemyslovských dobách, archeologicky je však potvrzeno osídlení až v jedenáctém století. První písemný záznam o vsi (in villa Omeclas) se dochoval v dokumentu, kterým král Přemysl Otakar I. v roce 1227 potvrzoval držbu osmnácti jiter (přibližně deseti hektarů) půdy kapli svatého Václava na Pražském hradě.[zdroj?]
Podle nejstarších záznamů vystupovaly Vonoklasy společně s nedalekými Solopisky, které byly roku 1630 odkoupeny zbraslavským klášterem, avšak roku 1785 se opět sloučily; ještě v tomto období ve Vonoklasech bydlívaly desítky obyvatel. Patrně největší byla obec těsně před první světovou válkou, kdy byla spojena s obcemi Roblín a Kuchařík a dle sčítání obyvatelstva k ní náleželo téměř sedm set obyvatel. Od vzniku Československé republiky je ve Vonoklasech hlášeno kolem čtyř set občanů.[zdroj?]
Stejně jako stovky dalších obcí v Čechách ani Vonoklasy neunikly návštěvě a rabování Švédů během třicetileté války, poprvé v roce 1639, podruhé roku 1648, a Francouzů roku 1741. Nicméně, podle dobových údajů, vesnice Žebrák v polovině cesty mezi Prahou a Plzní na tom byla, aspoň v případě švédských nájezdníků, podstatně hůře.[zdroj?]

### Současnost
Obec se pozvolna rozvíjí. Postupně je zaváděna kanalizace, opravuje se vodovod a hovoří se o plynu, došlo k rekonstrukci hospody a dětského hřiště. V obci je též prodejna smíšeného zboží, sídlí zde mnoho podnikatelů, obec má fotbalové hřiště.[kdy?]
V jihozápadní části Vonoklas se staví moderní vily a vilky, další domy se staví a rekonstruují v celé obci. Zastupitelstvo deklarovalo snahu o orientaci na rozvoj služeb spojených s turistickým ruchem, ochrany životního prostředí a kvalitního bydlení občanů.[kdy?]

## Přírodní poměry

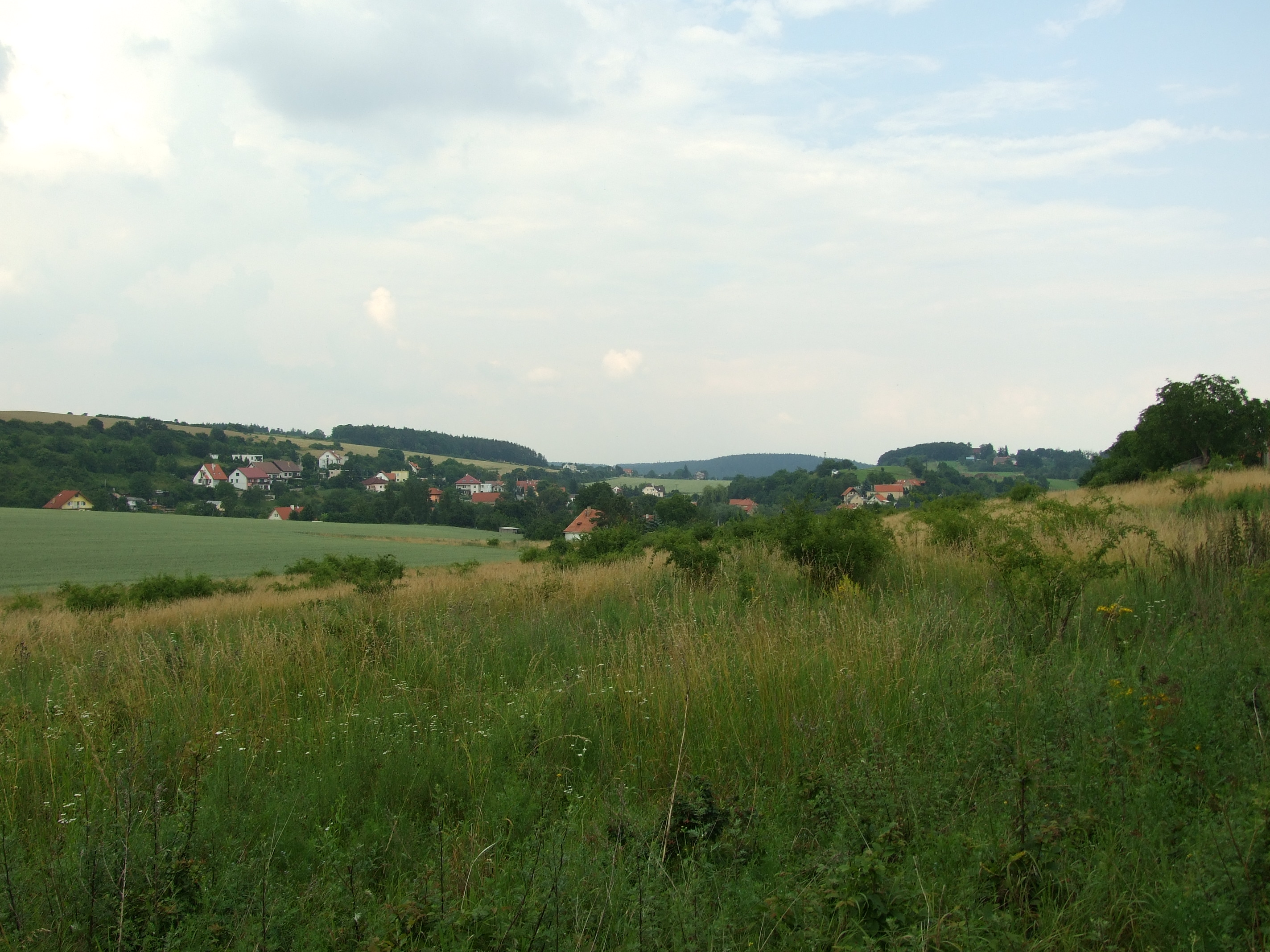
Vonoklasy a okolní louky

Samotná obec leží ve velmi výškově členité oblasti. Nejbližším centrem, dopravním, nákupním, snad i vzdělávacím a kulturním, je obec Černošice. Nejbližší okolí Vonoklas je tvořeno třemi vesnicemi, Solopisky, z nichž odbočuje jediná silnice do Vonoklas, a Karlík a Roblín, s nimiž Vonoklasy spojují lesní cesty. Zatímco Karlík a Solopisky leží pod kopcem, Roblín má téměř stejnou nadmořskou výšku. V blízkosti Vonoklas jsou i dvě menší města: Černošice a Dobřichovice.
K západnímu okraji vesnice zasahuje přírodní rezervace Karlické údolí a jihozápadně od vsi leží přírodní památka Krásná stráň.

## Obecní správa

### Územněsprávní začlenění
Dějiny územněsprávního začleňování zahrnují období od roku 1850 do současnosti. V chronologickém přehledu je uvedena územně administrativní příslušnost obce v roce, kdy ke změně došlo:
- 1850 země česká, kraj Praha, politický okres Smíchov, soudní okres Zbraslav[4]
- 1855 země česká, kraj Praha, soudní okres Zbraslav
- 1868 země česká, politický okres Smíchov, soudní okres Zbraslav
- 1927 země česká, politický okres Praha-venkov, soudní okres Zbraslav[5]
- 1939 země česká, Oberlandrat Praha, politický okres Praha-venkov, soudní okres Zbraslav[6]
- 1942 země česká, Oberlandrat Praha, politický okres Praha-venkov-jih, soudní okres Zbraslav[7]
- 1945 země česká, správní okres Praha-venkov-jih, soudní okres Zbraslav[8]
- 1949 Pražský kraj, okres Praha-jih[9]
- 1960 Středočeský kraj, okres Praha-západ
- 2003 Středočeský kraj, obec s rozšířenou působností Černošice

### Rok 1932
Ve vsi Vonoklasy (390 obyvatel) byly v roce 1932 evidovány tyto živnosti a obchody: bednář, obchod s dobytkem, 2 hostince, krejčí, obchod s lahvovým pivem, 8 rolníků, řezník, 2 obchody se smíšeným zbožím, truhlář.

## Pamětihodnosti

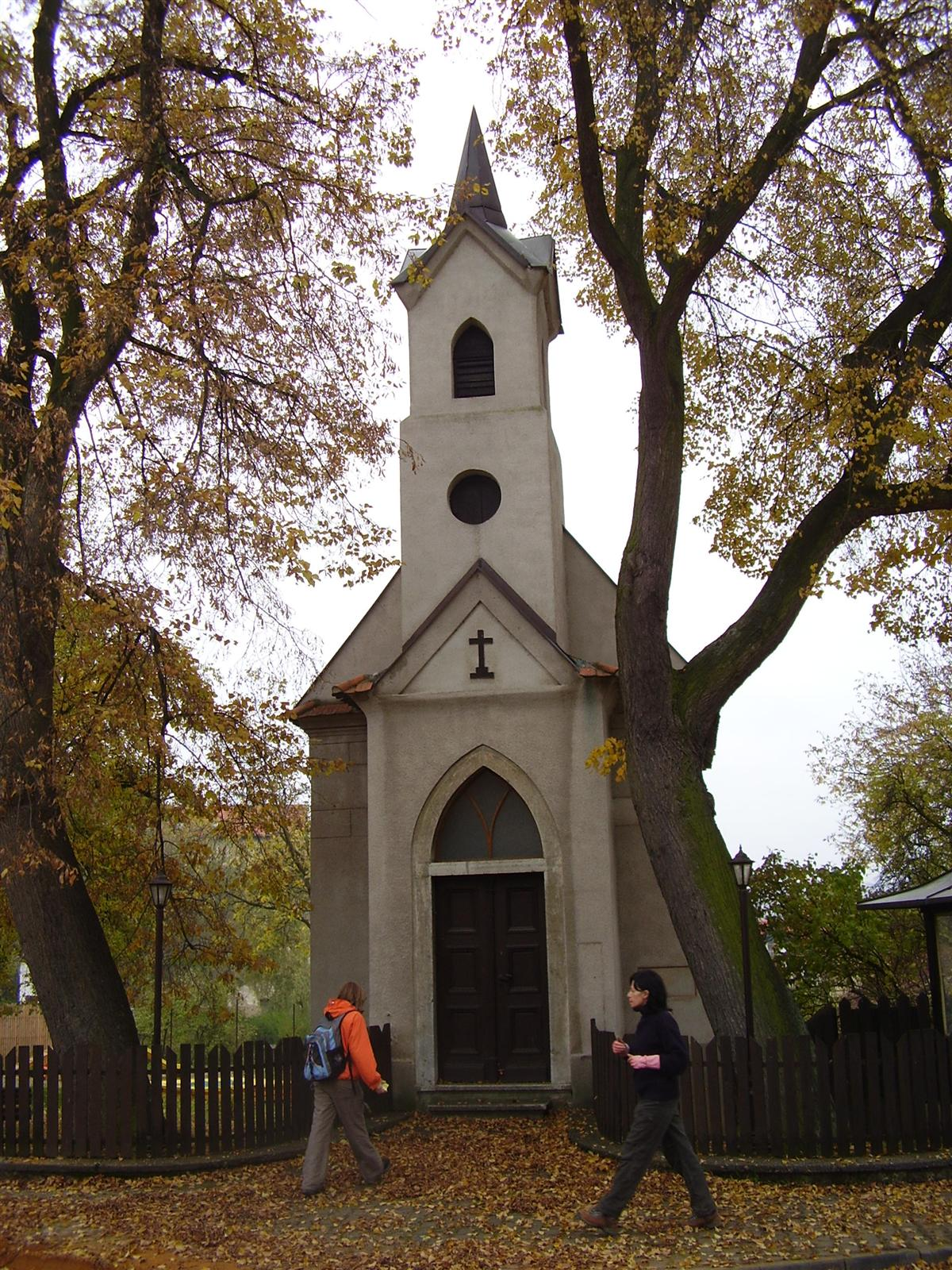
Kaple svatého Václava, která se nachází na návsi Vonoklas

Vonoklasy se, vzhledem ke své poloze, nemohly pyšnit žádným poctivým hradem. Na počátku sedmnáctého století byla aspoň vystavěna tvrz. Žel, není známo, kdy zanikla.
První mlýn, respektive mlýniště, se poprvé zmiňují v souvislosti s Vonoklasy v letech 1661 a 1662. Jedná se však pouze o záznam, na který nenavazují žádné další, zřejmě byl zničen. Další zmínka je datována roku 1733, kdy se stavěl (další) mlýn, aniž by však bylo popsáno o jaký mlýn se jednalo. Tento mlýn počátkem devatenáctého století vyhořel a na jeho místě byl postaven mlýn nový. Až do roku 1859 několikrát změnil majitele, ale stále na něm bylo hospodařeno, teprve roku 1860, poté co byl třikrát během krátké doby prodán, byla na něm zastavena práce. Definitivně byl mlýn zrušen na konci devatenáctého nebo počátku dvacátého století.
Na počátku osmnáctého století byl ve Vonoklasech postaven zámeček, který jeho majitelé obývali více než jedno století – naposledy byl zanesen v katastrální mapě z 16. srpna 1840 (první katastrální mapa Vonoklas), na konci devatenáctého století z něho zbývalo již pouze torso. Zámeček měl obdélníkový tvar přibližně 11 krát 26 metrů, byl dvoupatrový a náležela mu vlastní kaple v zahradě – parku o velikosti přibližně 30 krát devadesát metrů.[zdroj?]
V letech 1745 až 1860 stál ve Vonoklasech pivovar. Poté, co roku 1860 vyhořel, již nebyl obnoven. Po druhé světové válce byl společným úsilím občanů Vonoklas postaven společenský dům, který dosud stojí, byť neslouží svému původnímu účelu.[zdroj?]
V roce 1968 se v čp 96 stala rodinná tragédie, která se později stala velmi věrným námětem pro 26. díl seriálu 30 případů majora Zemana – Studna. Toto číslo popisné lze nalézt, ale objekt je pochopitelně znovu vystavěn. Samotný díl se filmoval v jiné obci – v Jinočanech, dům byl však vybudován na Barrandově v ateliérech.[zdroj?]
Ve Vonoklasech nestojí, na rozdíl od většiny českých měst a vesnic, žádný kostel, i tak však nejsou prosté církevních (křesťanských) památek. Zhruba v prostředku vesnice je umístěn křížek, který obci věnoval roku 1868 Jan Cicvárek. Od roku 1887 stojí na návsi kaple svatého Václava, na kterou více než polovinou přispěla obec. V průběhu první světové války, roku 1915, pak Anna Tůmová nechala postavit Panenku Marii v Průhoně. V roce 1917 byly z kaple odvezeny zvony, roku 1921 se vrátily, ne však již ty původní.[zdroj?]

## Doprava
Dopravní síť
- Pozemní komunikace – Do obce vede silnice III. třídy.
- Železnice – Železniční trať ani stanice na území obce nejsou.

Veřejná doprava 2011
- Autobusová doprava – V obci měla zastávku příměstská autobusová linka Černošice,II škola - Černošice,žel.zast. - Vonoklasy,samoobsluha - Roblín (v pracovních dnech 13 spojů, o víkendu 6 spojů) (dopravce Veolia Transport Praha, s. r. o).

## Osobnosti
- Eva Salzmannová, herečka a divadelní pedagožka
- Richard Salzmann, politik, právník a ekonom
- Karel Steigerwald, dramatik, scenárista a novinář
- Ivan Kočárník, ekonom a politik (v komunálních volbách roku 2006 kandidoval neúspěšně za ODS do zastupitelstva obce Vonoklasy)
- Antonín Zápotocký, komunistický politik, premiér a prezident Československa
- Marie Zápotocká, bývalá první dáma Československa a manželka A. Zápotockého
- Radim Uzel, český gynekolog a sexuolog.